# 白賁 (嘉靖進士)
白賁（1490年—？年），字亨甫，號補菴，四川潼川州人，民籍。明朝政治人物。

## 生平
八月二十一日生，行四，治《春秋》，由國子生中式四川鄉試第三十九名舉人，年四十歲中式嘉靖八年己丑科會試第二百五十名，第三甲第一百零二名進士。授行人，十一年五月选授试御史理刑，十二年实授，十四年巡按福建。二十一年七月因輔臣夏言事，对品调外任，谪常德府推官。

## 家族
曾祖白普榮、祖白父明、父白雲漢；母何氏。具慶下，妻鄭氏，兄采；贊，弟貢；貴；賢；贄；賓。